# Josh Onomah
Joshua Oghenetega Peter „Josh“ Onomah (* 27. April 1997 in Enfield, London) ist ein englischer Fußballspieler, der beim FC Blackpool in der League One unter Vertrag steht.

## Karriere

### Verein
Onomah durchlief die vereinseigene Jugendakademie der Tottenham Hotspur, bevor er am 5. Januar 2015 für das Drittrundenspiel des FA Cups gegen den FC Burnley erstmals für den Profikader berufen wurde, jedoch nicht zum Einsatz kam. Im Rückspiel, neun Tage später, debütierte Onomah für Tottenham, als er in der 76. Spielminute für Andros Townsend eingewechselt wurde.
Sein erstes Premier-League-Spiel absolvierte er am 2. November 2015, als er beim 3:1-Heimsieg gegen Aston Villa kurz vor Schluss Dele Alli ersetzte. In der UEFA Europa League spielte Onomah in der Saison 2015/16 regelmäßig, auch in den beiden Spielen, in denen Tottenham im Achtelfinale gegen Borussia Dortmund ausschied. In der Liga kam er auf acht Kurzeinsätzen.
In der Saison 2016/17 debütierte Onomah in der UEFA Champions League, als er in der Gruppenphase beim Spiel bei Bayer Leverkusen kurz vor Schluss eingewechselt wurde. Allerdings gelang es ihm auch in dieser Saison nicht, sich in der ersten Mannschaft von Tottenham durchzusetzen. Insgesamt stand er in der Saison in vierzehn Pflichtspielen für Tottenham auf dem Platz, darunter fünf Kurzeinsätze in der Premier League. Tottenham einigte sich am Ende der Saison auf einen neuen Vierjahresvertrag mit Onomah, der aber auf eigenen Wunsch für die Saison 2017/18 an Aston Villa in die EFL Championship ausgeliehen wurde, um mehr Spielpraxis zu erhalten. Onamah bestritt 33 Ligaspiele für Aston Villa und schoss dabei vier Tore.  Am Ende der Saison verpasste der Verein aber den Wiederaufstieg in die erste Liga im Finale der Championship Playoffs gegen den FC Fulham.
Nach der Rückkehr nach Tottenham wurde er für die Saison 2018/19 erneut in die zweite Liga ausgeliehen. Dieses Mal wechselte er zu Sheffield Wednesday. Er wurde immer wieder von Verletzungen zurückgeworfen. Ab Dezember musste er bis auf ein Spiel durchgehend bis April 2019 durchgehend verletzungsbedingt pausieren. Insgesamt kam Onomah deshalb nur auf 15 Ligaspiele, in denen er drei Torvorlagen gab.
Im August 2019 verließ Onomah Tottenham endgültig. Er wechselte im Rahmen des Transfers von Ryan Sessegnon zu den Spurs zum FC Fulham, der in der Saison 2019/20 als Absteiger in der zweiten englischen Liga spielte. Er unterschrieb dort einen Dreijahresvertrag mit Option für Fulham, den Vertrag um ein weiteres Jahr zu verlängern. Onomah trug in 31 Ligaspielen und drei Spielen in den Championship Playoffs zum direkten Wiederaufstieg von Fulham am Ende der Saison 2019/20 bei. In der folgenden Saison hatte er wieder Verletzungsprobleme und stand nur in elf Spielen der Premier League auf dem Platz, in denen er ohne Torerfolg und ohne Torvorlage blieb. Am Ende der Saison stieg Fulham wieder in die zweite Liga ab. Dem Verein gelang in der Saison 2021/22 der direkte Wiederaufstieg. Onomah stand in dieser Saison in 20 Championship-Spielen auf dem Platz, allerdings in der zweiten Saisonhälfte nur noch selten und als Einwechselspieler. Im Sommer 2022 war eine Leihe Onomahs zu West Bromwich Albion im Gespräch, kam aber trotz Einigung der Vereine nicht vor Ende des Transferfensters zustande, sodass Onomah zunächst bei Fulham blieb. Bis zum Ende der Hinrunde der Saison 2022/23 stand er aber nur bei fünf Spielen im Kader und wurde nur zweimal für wenige Minuten eingesetzt.
Im Januar 2023 lösten Fulham und Onomah seinen Vertrag einvernehmlich auf, sodass Onomah sich ablösefrei einen neuen Verein suchen konnte. Wenige Tage später unterschrieb er einen Vertrag bis zum Saisonende beim Zweitligisten Preston North End. Hier absolvierte er bis zum Ende der Saison 13 Spiele. Der Verein wollte mit ihm für eine weitere Saison verlängern, doch die Verhandlungen gestalteten sich schwierig, sodass der Verein sein Angebot letztlich zurückzog.
Nachdem er über ein Jahr vereinslos war, unterschrieb Onomah im Oktober 2024 beim englischen Drittligisten FC Blackpool einen Vertrag bis Januar 2025, der im Januar bis zum Ende der Saison verlängert wurde.

### Nationalmannschaft
Onomah spielte in allen englischen Jugend-Auswahlmannschaften von der U16 bis zur U21. Er war im Jahr 2014 Teil der englischen U-17-Nationalmannschaft, die bei der Europameisterschaft den Titel gewann. Er gehört auch zur Mannschaft der U20-Weltmeister von 2017. Von 2016 bis 2018 spielte er neunmal in der U21 und traf dabei zweimal. Der Sprung zur A-Nationalmannschaft gelang ihm allerdings nicht.